# Østerlars (plaats)

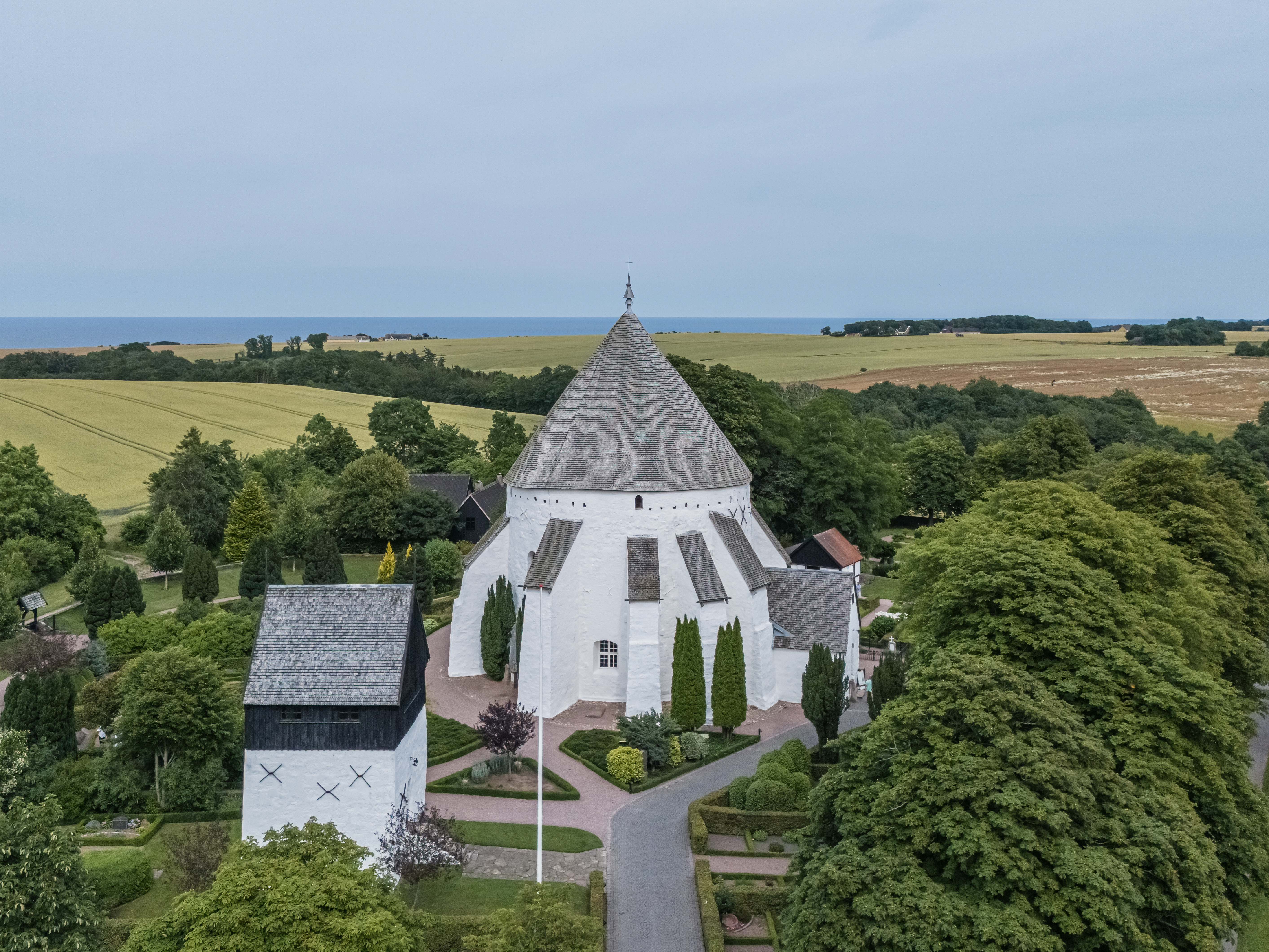
De ronde kerk van Østerlars, met de losstaande klokkentoren.

Østerlars is een plaats in de Deense regio Hovedstaden, gemeente Bornholm. De plaats telt 283 inwoners (2008).
Tussen 1916 en 1952 had het dorp een treinstation dat verbonden was met de Almindingen - Gudhjem Jernbane (AGJ), de treinverbinding op het Noordelijke Bornholm. Het station wordt nu als school gebruikt.
De parochie van Østerlars heeft de grootste van de vier ronde kerken van Bornholm. Deze werd onder andere gebruikt voor de jeugd film: Tempelriddernes skat (Schat van de Tempelridders), maar ook voor koorconcerten.
In Østerlars is er het Østerlarsker Plantage dat 77,1 Ha beslaat.
Het dorp huist ook nog een van de weinige openbare scholen van Bornholm; "Østerlars-Gudhjem skolen".
Tussen 1988 en maart 2006 was er een radiostation, BVB Bornholms Stemme genaamd. Het werd opgericht door Erik Truelsen en Kirsten Reipurt. Het richtte zich in het Bornholms tot de Bornholmers.

## Bornholms Middelaldercenter
Het Bornholms Middelaldercenter (Bornholms Middeleeuwencentrum) is een centrum voor kennis en pedagogie over de middeleeuwen op Bornholm, en beslaat een gebied van 15 ha. Medewerkers kleden zich naar de gewoonte van die periode, en er worden Valkenshows gehouden, en worden er in het zomerseizoen zwaard gevechten georganiseerd. Ook is er een smederij, en een watermolen.